# هربرت ماير
هربرت ماير (بالألمانية: Herbert Meyer)‏ (12 يونيو 1948 بريمن ألمانيا - ) هو لاعب كرة قدم ألماني يلعب كمدافع.

## روابط خارجية
- هربرت ماير على موقع قاعدة بيانات كرة القدم.إي يو (الإنجليزية)
- هربرت ماير على موقع بيانات كرة القدم. دي إي (الألمانية)